# Sedia Tulip
La sedia Tulip è una sedia progettata da Eero Saarinen.
Saarinen aveva promesso di affrontare il “brutto, confuso, inquieto mondo” che notava sotto sedie e tavoli, rappresentato dalle loro gambe. Perciò ha condotto una lunga indagine di progettazione di cinque anni che lo ha portato alla rivoluzionaria collezione Pedestal di cui fa parte la sedia Tulip. La sedia è caratterizzata dalla celebre forma a calice con un unico stelo centrale per basamento.

## Il design
L'idea di un progetto di una sedia con base a piedistallo ha avuto inizio circa nel 1953. Saarinen ha lavorato prima con centinaia di disegni che poi sono stati seguiti da modelli in scala. Dal momento che l'idea era di progettare sedie che sembrassero belle in una stanza, Saarinen creò anche un modello di stanza in scala per una casa di bambole.
Attingendo alla sua prima formazione come scultore, Saarinen affinò il suo progetto grazie a modelli in scala reale modificando la forma con l'argilla. Saarinen fu assistito da Don Petitt, del gruppo di Sviluppo Design di Knoll, che ha introdotto diversi metodi ingegnosi di modellismo. Insieme a un gruppo di ricerca di design di Knoll, hanno lavorato sui problemi che sorgono nella produzione.
I modelli in scala reale divennero mobili e la famiglia e gli amici vennero chiamati a fare da “cavie” per testare i pezzi nella sala da pranzo e nel soggiorno della casa di Saarinen a Bloomfield Hills.

## Materiali
La base con il piedistallo circolare è in alluminio pressofuso con rivestimento in Rilsan e la scocca è in fibra di vetro sagomata e rinforzata.
La collezione Tulip, oltre alla sedia con e senza braccioli, con base fissa o girevole è anche nella versione sgabello.

## Riconoscimenti
- 1962, Premio alla carriera a Eero Saarinen, Stoccarda
- 1969, Museum of Modern Art, New York[1]
- 1969, Premio Federale per il Design Industriale, Germania

## Curiosità
Alla fine degli anni 60 la sedia Tulip con base modificata è stata usata nella serie tv Star Trek in cui apparivano sul ponte della USS Enterprise. Dopo che lo show fu cancellato, la maggior parte del set fu buttato nella spazzatura. Una delle sedie Tulip è stata battuta all'asta n.17 dell'History Hollywood per $18,000.